# کریم شیره‌ای
کریم شیره‌ای با لقب دوشاب‌الملک، دلقک دربار ناصری بود. شهرت و پایگاه مردمی کریم به حدی بود که در فرهنگنامه‌های عامه و لغت‌نامه‌های فارسی، ضرب‌المثل «خر کریم را نعل کردن» را می‌توان یافت. ناصرالدین‌شاه لقب دوشاب‌الملک را ضمن اجرای نمایش‌نامهٔ "بقال در حضور" به‌علت مهارت کریم در مسخره کردن صاحبان لقب و عنوان به او داد.
کریم شیره‌ای مردی اصفهانی بلندقد و لاغر اندامی بود که لباس‌های عجیب و رنگارنگ می‌پوشید و بر خری کوچک با دست و پایی کوتاه سوار می‌شد. او ابتدا از مقلّدهای گروه معیرالممالک بود و خود بعدها گروهی تشکیل داد و در بقال‌بازی تخصص یافت. به قدر کفایت سواد خواندن و نوشتن داشت، نماز می‌خواند و به پرورش گل‌های نرگس در خانه‌اش سرگرم می‌شد. در عیدها، به‌ویژه نوروز، گلدان‌های خود را برای بزرگان و درباریان می‌فرستاد و از آنان عیدی می‌گرفت. «وای به حال وزیر یا حاکمی که به موقع حق و حساب کریم را نمی‌فرستاد، و به اصطلاح خرِ کریم را نعل نمی‌کرد.»

## زندگی و پیشه‌وری
کریم احتمالاً بین سنین ۱۸ و ۲۰ وارد تهران شده‌است. او در اصفهان زندگی می‌کرده‌است و همه او را با نام کریم پشه می‌شناختند (به خاطر نیش و کنایه‌هایش).او از رعایت ادب به شاه و مقربان درگاه و شاهزادگان معاف بود و اجازه داشت هر موقع، در هر کجا، نسبت به هر کس، هرچه دلش می‌خواهد بگوید. در زمان خفقان سیاسی ناصرالدین شاه، کریم شیره‌ای با ایهام و کنایه و با شدیدترین عبارات و الفاظ طنزآمیز از سفرهای شاه قاجار - که در آن زمان هزینه‌های زیادی را در پی داشت - انتقاد می‌کرد و باعث شادی شاهزادگان و درباریان و شخص شاه می‌شد. محبوبیتش نزد شاه باعث شد که زمانی که وی درگذشت سه روز عزای عمومی اعلام شود.
یکی از متن‌های به جای مانده از بقال‌بازی، تئاتر کریم شیره‌ای است که نسخه‌ای از آن در کتابخانه ملی تبریز موجوداست. کریم شیره‌ای انتقادهای بسیار تندی از شاه و درباریان می‌کرد از جمله، لقب‌های درباریان را به‌شدت و با کلمات زشت مسخره می‌کرد.

## نگارخانه

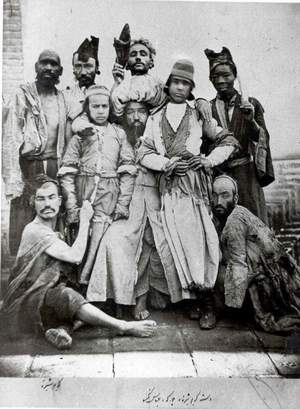
گروه سرگرمی کریم شیره‌ای (نشسته سمت چپ).